# ۶۳ ارابه‌ران
۶۳ ارابه‌ران یک ستاره است که در صورت فلکی ارابه‌ران قرار دارد.